# 形變

壓縮負載造成了圓筒的形變。

在機械工程學裏，形變（deformation）是物体由於外力作用而產生的形狀改變。這些外力可能是拉力、推力、剪力、彎力或扭力等，进而造成伸张、压缩、凹陷、凸起、切变、弯曲、扭转等形变。形變常用應變來描述。
如右圖可見，壓縮負載造成了圓筒的形變，原本的形狀（虛線）已經改變（形變），圓筒的側面凸出。圓筒雖然沒有裂開或敗壞，但其強度並不足以在負載下保持形狀不變，因此側面凸漲出來。
形變可能是暫時性的，就像放鬆的彈簧會回到原來的長度；形變也可能是永久性的，當物體不可逆地彎曲時便為永久形變。若过了一定的限度则不能恢复原状，这样的形变叫做塑性形变，此限度称作弹性限度。

## 種類
根據不同的材質、大小和施加的外力，可能會對其物體造成尺寸型態的變化。

### 塑性形變
在拉伸應力下的塑性形變，其特徵在於應變硬化區和頸縮區域，最後破裂。過程中，應變硬化材料通過原子位錯移動變得更強。頸縮階段是表示，由試樣的橫截面面積減少。達到強度極限後，開始縮口。頸縮過程中，該材料可以不再承受最大應力和試樣中的應變急劇增大。
這種類型變形是不可逆的。然而，在塑性形變範圍內的對象將首先發生彈性形變，這是可逆的，因此該對象將返回到原來的形狀的一部分的方式。軟的熱塑性塑料有一個相當大的塑性變形範圍韌性金屬，如銅，銀，黃金，鋼鐵，鈦，但不是鑄鐵。硬熱固性塑料，橡膠，水晶，陶瓷具有最小的塑性形變範圍。

### 彈性形變
物體受外力變形，如果在彈性限度以內，則外力去除後，就會恢復原狀。這種類型的變形是可逆的。一旦力不再作用，該對象將返回到原始的形狀。形狀記憶金屬（如鎳鈦諾、橡膠）表現出大的彈性形變範圍內。然而，在這些材料是非線性的彈性。普通的金屬，陶瓷和大多數晶體為線性的彈性和一個較小的彈性範圍內。
虎克定律是一個物理原理指出的力量F需要擴展或壓縮彈簧一段距離，x是距離成正比，k是一個常數，F/x。即，
F = kx
線性彈性形變可參考虎克定律。

## 金屬疲勞
金屬疲勞，尤其是在飛機出現故障的一個重要原因，如德哈維蘭彗星事故的過程中得到很好的了解。有兩種方法來確定何時一部分是金屬疲勞的危險；預測會發生故障時，由於材料/力/形狀/迭代組合，並取代脆弱的材料，在此之前發生，或者進行檢查，以檢測微觀裂縫和進行更換，一旦他們發生。材料不是在產品壽命的金屬疲勞可能遭受的選擇是最好的解決方案，但並不總是可能的。通過減少應力集中，避免帶尖角的形狀限制了金屬疲勞，但並不能消除它。